# Čagošče
Čagošče je naselje v Občini Ivančna Gorica.